# Biennale Form und Glasur
Die Biennale Form und Glasur war eine in Deutschland und Europa wichtige Ausstellungsreihe im Bereich Keramikkunst.

## Hintergrund und Bedeutung
Die Ausstellungsreihe und spätere Biennale „Form und Glasur“, gesponsert von der Hoechst AG, Frankfurt am Main, wurde 1969 begonnen und dann in loser Folge fortgesetzt. Von 1979 bis 2000 fand sie als „Biennale“ zehnmal statt. Sie war eine der wichtigsten Keramik-Ausstellungen Deutschlands in diesem Zeitraum und erlangte darüber hinaus europäische Bedeutung dadurch, dass neben einer Gruppe regelmäßig ausstellender deutscher Künstler ab 1973 jeweils zwei Gastaussteller aus dem europäischen und weltweiten Ausland durch Jury-Entscheid zusätzlich zu der Kerngruppe eingeladen wurden, sich an der jeweiligen Ausstellung bzw. der späteren Biennale „Form und Glasur“ zu beteiligen.

## Deutsche Künstler bei der Biennale Form und Glasur
Veronika Ellwanger-Brammann, Volker Ellwanger, Brigitte Schuller, Görge Hohlt, Beate Kuhn, Karl Scheid, Ursula Scheid, Margarete Schott, Gerald Weigel, Gotlind Weigel.

## Eingeladene Gastkünstler
Folgende 23 Keramiker wurden 1973–1998 weltweit durch eine jurierte Einladung zur Biennale Form und Glasur ausgezeichnet (alphabetisch):
1. Arne Åse (NOR)
2. Eric Astoul (FRA)[10]
3. Maria Baumgartner (AUT)
4. Claude Champy (FRA)
5. Edouard Chapallaz (CH)[11]
6. Tjok Dessauvage (BEL)[12]
7. Carmen Dionyse (BEL)[13]
8. Ruth Duckworth (USA)
9. Pavel Knapek (CZE)[14]
10. Philippe Lambercy (CH)[15]
11. Johann van Lohn (NED)
12. Steen Lykke Madsen[16] (DK)
13. Bodil Manz (DK)[17]
14. Enrique Mestre (SPA)[18]
15. Yves Mohy (FRA)[19]
16. Pompeo Pianezzola (ITA)[20]
17. Imre Schrammel (HUN)
18. Shimaoka Tatsuzō (JAP)
19. Alev Ebüzziya Siesbye (TUR)
20. Geoffrey Swindell (UK)[21]
21. Seimei Tsuji (JAP)[22]
22. Petra Weiss (CH)[23]
23. Masamichi Yoshikawa (JAP)[24].

## Ausstellungsgeschichte
Die Biennale Form und Glasur fand in der Jahrhunderthalle (Frankfurt am Main) statt. Es gab neben den regulären Biennalen seit 1979 zwei sog. Jubiläumsausstellungen:
- 1988 „5. Jubiläumsbiennale Form und Glasur“, bei der vor allem die Gastkünstler 1973–1988 ausgestellt wurden;
- 2000 „10. Jubiläumsbiennale Form und Glasur“, bei der vor allem die Gastkünstler 1990–1998 ausgestellt wurden.